# Liudmila Pavlichenko
Liudmila «Liuda» Mijaílovna Pavlichenko, de soltera: Belova (en ruso: Людми́ла Миха́йловна Павличе́нко; Bila Tserkva, Imperio ruso, 29 de juniojul./ 12 de julio de 1916greg.-Moscú, Unión Soviética, 10 de octubre de 1974) fue una historiadora y francotiradora soviética que luchó en las filas del Ejército Rojo durante la Segunda Guerra Mundial, donde combatió en la batalla de Odesa y, posteriormente, en el sitio de Sebastopol. Poco antes de la caída de la ciudad, resultó herida por un proyectil de mortero, por lo que fue evacuada en un submarino a Novorosíisk en el Cáucaso y luego retirada definitivamente del combate en el frente y enviada a Moscú, donde Iósif Stalin le asignó un nuevo trabajo como instructora en una escuela de francotiradores. Su total de muertes, confirmadas durante el poco más de un año en que estuvo activa, fue de 309 —incluidos treinta y seis tiradores de élite enemigos—, lo que la convierte en la francotiradora más exitosa de la historia. Sin embargo, no fue la única mujer en las filas del Ejército Rojo en desempeñar este rol, puesto que alrededor de dos mil mujeres ejercieron el mismo papel. De ellas, sólo quinientas sobrevivieron a la guerra.
En septiembre de 1942 formó parte de una delegación de jóvenes soviéticos que visitaron Canadá, Estados Unidos y el Reino Unido, y se convirtió en la primera persona con ciudadanía soviética en ser invitada a la Casa Blanca y en ser recibida por un presidente estadounidense, Franklin D. Roosevelt. Durante su estancia allí se hizo amiga de Eleanor Roosevelt, con quien organizó una gira por el país para dar charlas con el fin de presionar para que se abriera un segundo frente en la Europa ocupada por los nazis. Tras su regreso a la Unión Soviética, no volvió a combatir en el frente, ya que el propio Stalin la destinó como instructora de francotiradores.
Al terminar la guerra continuó sus estudios en la Universidad de Kiev. Después de graduarse se convirtió en historiadora. Entre 1945 y 1953 trabajó como investigadora en el Cuartel General Principal de la Armada Soviética, en junio de 1953 se vio obligada a retirarse de la Armada por motivos de salud. A partir de septiembre de 1956 sirvió activamente en el Comité Soviético de Veteranos de Guerra.
Pavlichenko murió el 10 de octubre de 1974 en Moscú debido a un derrame cerebral a la edad de cincuenta y ocho años. Fue enterrada en el cementerio Novodévichi de la capital moscovita. A lo largo de su vida fue galardonada con algunas de las más importantes condecoraciones que otorgaba la Unión Soviética, incluido el título de Héroe de la Unión Soviética —la máxima distinción del Estado—, la Orden de Lenin o la Medalla por el Servicio de Combate. Además, varias calles de distintas ciudades ucranianas y rusas llevan su nombre y en 2015 se estrenó una coproducción ruso-ucraniana, titulada Bitva za Sevastopol, sobre sus experiencias durante la guerra.

## Biografía

### Infancia y juventud
Liudmila Belova nació el 12 de julio de 1916 en la pequeña localidad ucraniana de Bila Tserkva (literalmente, Iglesia Blanca), en lo que entonces era la gobernación de Kiev (Imperio ruso), en el seno de una familia formada por Mijaíl Ivánovich Belov y Elena Trofimovna Belova (1897-1972). Su padre era oficial del Comisariado del Pueblo para Asuntos Internos (NKVD) y luchó durante la Primera Guerra Mundial. Más adelante se unió al Partido Comunista —en esa época conocido como Partido Obrero Socialdemócrata de Rusia (bolchevique)—, participó en los sucesos revolucionarios de Petrogrado y durante la guerra civil rusa fue comisario político de regimiento en la 24.º División de Fusileros de Samara-Simbirsk en cuyas filas combatió contra las tropas de la Guardia Blanca del almirante Aleksandr Kolchak en la zona del Volga central y los Urales meridionales. Su madre era profesora de idiomas en una escuela local. Pavlichenko además tenía una hermana mayor llamada Valentina. Estudió en la Escuela Secundaria N.° 3 de su localidad natal hasta la edad de catorce años.
En 1931, con quince años de edad, se trasladó con su familia a Kiev, pues su padre fue destinado a trabajar en la oficina central del NKVD. Mientras cursaba octavo grado y aún vivía con sus padres en Bila Tserkva, conoció en un baile a Alekséi Pavlichenko, un alumno de la institución agrícola mucho mayor que ella. La pareja se casó y tuvo un hijo llamado Rostislav (1932-2007), aunque el matrimonio pronto se disolvió y Pavlichenko regresó a vivir con sus padres. El niño fue criado principalmente por su abuela.
En Kiev comenzó a trabajar como obrera en la fábrica Arsenal construida en el reinado del zar Nicolás I en 1803. La fábrica proporcionaba a sus trabajadores una serie de actividades donde pasar el tiempo libre; al principio, Pavlichenko optó por el club de vuelo sin motor, sin embargo, pronto se dio cuenta de que volar no era lo suyo. A este respecto, escribió en su autobiografía: «Definitivamente, el aire no es mi elemento —pensé—. Soy un ser de tierra y debo pisar sobre suelo firme». El instructor del club de tiro de la fábrica trabajaba en su mismo taller y la convenció para que se uniera al club que dirigía.
Posteriormente se incorporó a un club de tiro de la asociación paramilitar OSOAVIAJIM (en español, Unión de Sociedades de Asistencia para la Defensa, la Aviación y la Construcción Química de la URSS), donde hizo cursos como francotiradora. Allí, los alumnos se entrenaban con el objetivo de alcanzar el nivel de la insignia de Tirador de Voroshílov de segundo grado, que lleva el nombre del mariscal Kliment Voroshílov. Dicho entrenamiento no solo incluía puntería, sino también orientación en una zona determinada, lanzamiento de granadas y entrenamiento físico (carrera, saltos y flexiones). Tras cumplir con éxito estas tareas, Pavlichenko participó en las competiciones de tiro municipales de la Osoaviajim, donde obtuvo un diploma de honor. Paralelo a su trabajo en la fábrica, completó su educación secundaria, debiendo asistir a clases nocturnas.
En septiembre de 1936 ingresó en la Facultad de Historia de la Universidad Estatal Taras Shevchenko de Kiev, con el fin de graduarse como investigadora y profesora. Durante sus años de estudiante universitaria practicó atletismo y salto de pértiga y asistió a un curso de dos años en la escuela de francotiradores que el Osoaviajim tenía en Kiev para perfeccionar sus habilidades de tiro.
En enero de 1941, la dirección de la Biblioteca Estatal de Historia de Kiev le ofreció un trabajo como ayudante jefe de investigación en la Biblioteca Pública de Odesa. Como el sitio tenía un amplio catálogo de libros de historia, decidió aceptar dicha labor porque le permitiría redactar más fácilmente su tesis de licenciatura sobre Bogdán Jmelnitski y la integración de Ucrania a Rusia en 1654, la cual debía defender al año siguiente.

### Segunda Guerra Mundial
El 22 de junio de 1941, día de la invasión alemana de la Unión Soviética, Pavlichenko se encontraba en Odesa. Al día siguiente se ofreció como voluntaria para unirse al Ejército Rojo, sin embargo, fue rechazada por el funcionario estatal encargado de la oficina de reclutamiento, ostensiblemente debido a su sexo. Un día después se presentó en las oficinas del comisariado militar del distrito; el funcionario que le atendió se mostró más amable y después de comprobar sus documentos que la acreditaban como francotiradora, quedó alistada en el Ejército Rojo, incorporándose a las filas del 54.º Regimiento de Fusileros «Stepán Razin» de la 25.º División de Fusileros Chapáyevskaya, llamado así por Vasili Chapáyev, un célebre soldado ruso y comandante del Ejército Rojo durante la guerra civil rusa.
El 24 de junio de 1941, Pavlichenko y el resto de reclutas se embarcaron en un tren militar que los llevó hasta un bosque en Besarabia, donde estaba acantonada su unidad. Allí recibieron su uniforme y su equipo militar y permanecieron unos pocos días antes de ser enviados al combate contra las tropas rumanas aliadas de los nazis. En los primeros días de la invasión, las tropas soviéticas fueron capaces de defender sus posiciones a lo largo del río Prut hasta los primeros día de julio cuando los rumanos, tras sangrientos combates, rompieron las líneas de defensa soviéticas y avanzaron profusamente en su retaguardia, lo que obligó a la división donde estaba integrada a iniciar una penosa retirada que no se detendría hasta Odesa.
Como francotiradora abatió a sus dos primeras víctimas cerca de la localidad de Beliayevka, a unos cuarenta kilómetros de Odesa, el 8 de agosto de 1941. Ese mismo día comenzó oficialmente la batalla de Odesa. Para entonces, las unidades militares de la 25.ª División de Fusileros Chapáyevskaya, bajo las órdenes del coronel A. S. Zajarenko, se encontraban defendiendo la línea de Beliayevka-Mangueim-Brinovka en la primera línea de defensa (un perímetro de 80 kilómetros de longitud y 3,5 de ancho) de las tres con las que contaba la ciudad sitiada. El 19 de agosto resultó herida por un obús de mortero que impactó en el parapeto de su trinchera y fue evacuada a un hospital en la ciudad de Odesa, donde permaneció ingresada hasta el 30 de agosto, día en que se reincorporó a su unidad. Al regresar, su oficial al mando le comunicó que había sido ascendida a cabo, además recibió órdenes de entrenar a los reclutas más prometedores de su unidad como francotiradores.

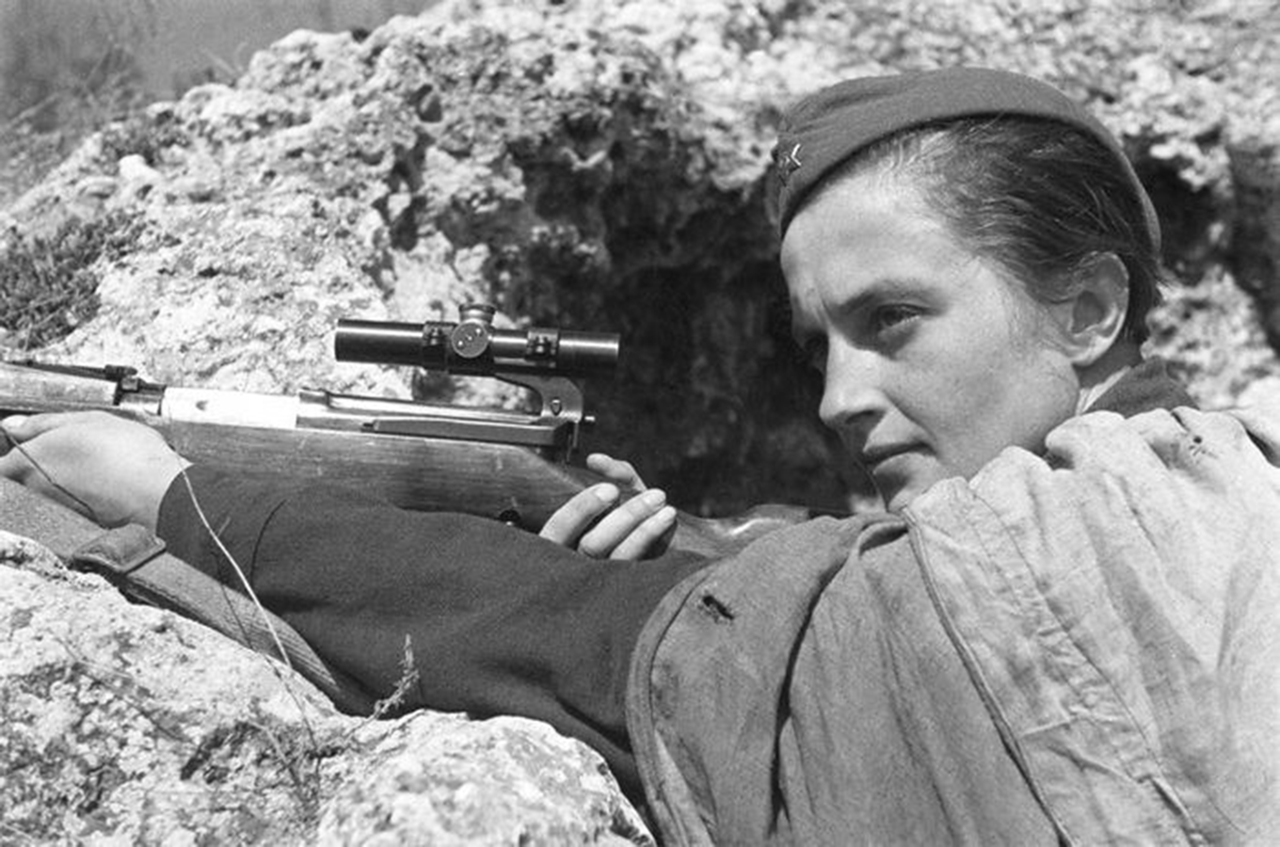
Pavlichenko en una trinchera en 1942. En esta fotografía, seguramente promocional, se la muestra empuñando un fusil semiautomático SVT-40 de 7,62 mm soviético (adaptado para el tiro de precisión con una mira de cuatro aumentos) y un alcance efectivo de 800 metros

La cabo Pavlichenko luchó aproximadamente dos meses y medio cerca de Odesa, donde se adjudicó 187 bajas enemigas del Eje (alemanes y rumanos) y fue herida dos veces, la última justo antes de ser evacuada. El 14 de octubre de 1941, las tropas soviéticas evacuaron el puerto de Odesa. La invasión de la península de Crimea por parte del 11.º Ejército alemán, al mando del general Erich von Manstein, hacía insostenible la defensa de Odesa, con lo que el Alto Mando soviético ordenó la retirada al cercano puerto de Sebastopol, en Crimea, para reforzar las defensas soviéticas de la ciudad ante la inminente ofensiva alemana. La retirada se realizó de forma ordenada y con pocas bajas.
El 17 de octubre, el convoy que evacuaba a Pavlichenko llegó a Sebastopol a las siete de la tarde y ancló en la bahía de Strelets, y acto seguido dio inicio el desembarque. A las tropas de la 25.ª División de Fusileros se les concedió unos pocos días de descanso antes de ser enviados, el 21 de octubre, en tren al norte de la península de Crimea para detener el avance alemán en las líneas defensivas de Ishum. Pavlichenko permaneció en Sebastopol unos días más mientras se recuperaba de sus heridas. El 4 de noviembre se reunió con el mayor general Iván Petrov a la sazón comandante del Ejército Costero Independiente (encargado de la defensa de Sebastopol), quien le comunicó su ascenso a sargento mayor y que debía asumir el mando de un pelotón de francotiradores que ella misma seleccionaría y entrenaría. Finalmente, el 9 de noviembre, se reincorporó a la filas de su unidad que en ese momento ocupaba posiciones defensivas en las colinas de Mekenzi, entre los ríos Belbek y Chornaya, a unos veinticinco kilómetros de la ciudad.
En diciembre de 1941, cerca de Sebastopol, conoció al subteniente Alekséi «Lionia» Arkádievich Kitzenko, quien acababa de ser nombrado comandante de la 2.ª Compañía del regimiento en la que ella servía. Ambos presentaron pronto una solicitud al comando para casarse. El 3 de marzo de 1942, la posición que ocupaban los francotiradores quedó bajo fuego directo de mortero, y el subteniente Kitsenko resultó herido de gravedad. La propia Pavlichenko lo sacó del campo de batalla en camilla junto con otro francotirador de su pelotón, y lo llevó al hospital de campaña. Allí le amputaron la mano y le extrajeron tres de los siete fragmentos de metralla que le habían alcanzado. A pesar de los esfuerzos del personal médico, Kitzenko murió a causa de sus heridas el 4 de marzo.

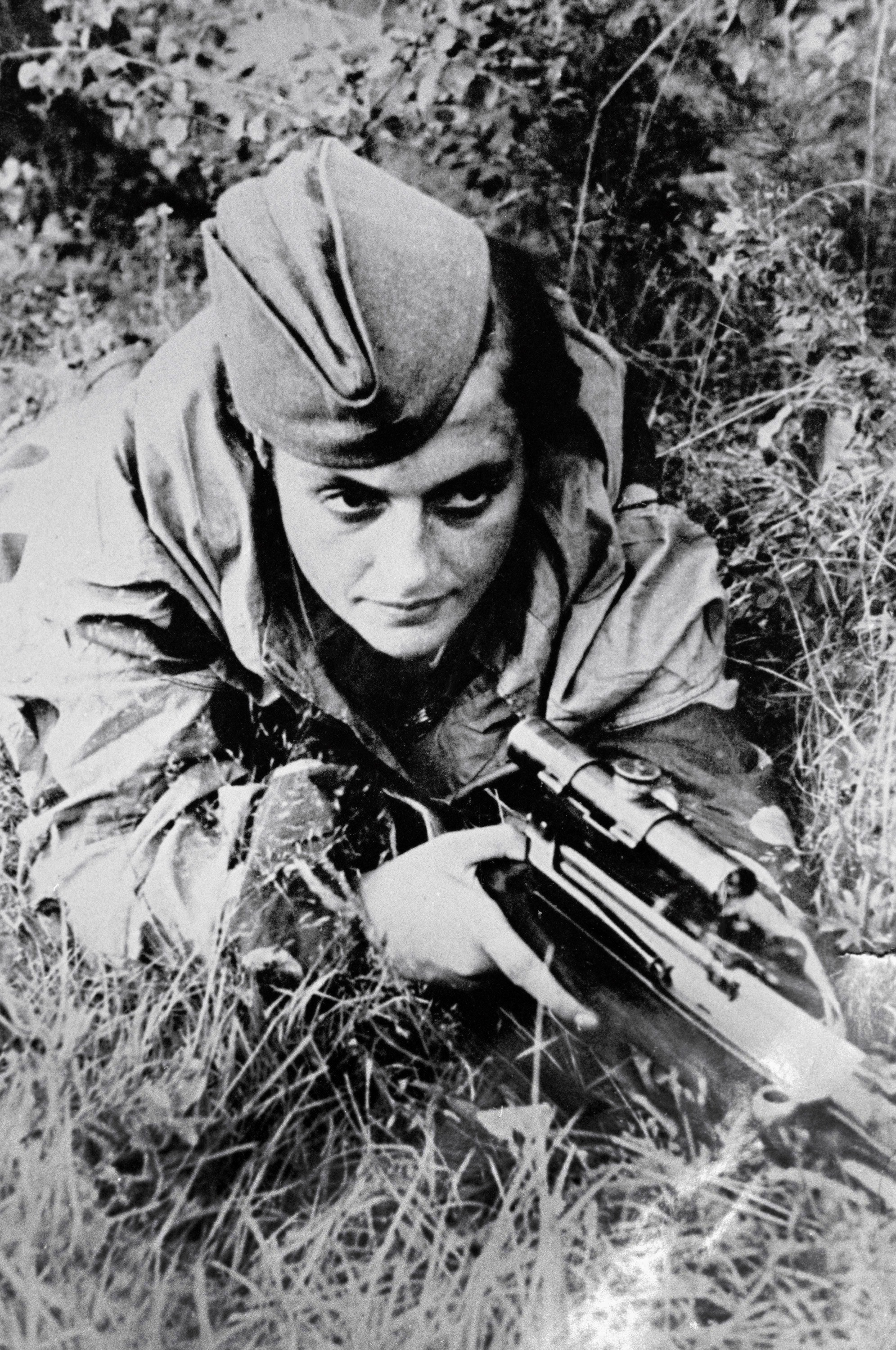
Una nueva fotografía de Liudmila Pavlichenko, en 1942 durante el sitio de Sebastopol, también armada con un fusil semiautomático SVT-40 de 7,62 mm

En mayo de 1942 y con el grado de teniente, fue mencionada por el Consejo Militar del Frente Sur por haber abatido a 257 alemanes. Encontró el cuaderno de notas de uno de los francotiradores alemanes que había abatido, y se enteró de que este había quitado la vida a más de doscientos soldados soviéticos. En junio de 1942, Pavlichenko ya tenía 309 muertes confirmadas de soldados y oficiales enemigos, incluidos treinta y seis francotiradores. Además, durante el período de las batallas defensivas, pudo entrenar a muchos francotiradores, transfiriendo su experiencia a los soldados de primera línea. En esta época el servicio de inteligencia nazi conocía su existencia y la incluyó en su lista de personas a eliminar. Oficiales de las SS alemanas la buscaban y enviaban misiones especiales de francotiradores para intentar asesinarla.
Los nazis transmitían mensajes por radio que decían: «Liudmila Pavlichenko, ven con nosotros. Te daremos muchos chocolates y te haremos oficial alemana [...] ¡Si te atrapamos, te despedazaremos en 309 partes y las dispersaremos a los vientosǃ». Al escuchar éstas amenazas, Pavlichenko expresó alegría al saber que el enemigo conocía con precisión su récord.
El 18 de junio de 1942, durante el tercer asalto a Sebastopol, sufrió una herida en la cabeza y una conmoción cerebral como resultado de un impacto directo de un proyectil de mortero en el refugio del cuartel general. El 19 de junio fue evacuada en un submarino a Novorosíisk en el Cáucaso, donde fue hospitalizada y luego retirada definitivamente del combate en el frente y enviada a Moscú. Allí se entrevistó con Iósif Stalin, quien le asignó un nuevo trabajo como instructora en una escuela de francotiradores y conferenciante, con el rango de mayor. Con la ocupación de Sebastopol por los alemanes, la 25.ª División de Fusileros fue completamente destruida. Sus últimos combatientes hundieron los estandartes de la división en el mar Negro para que no cayeran en manos del enemigo.

### Visita a los Estados Unidos
En septiembre de 1942 formó parte de una delegación de jóvenes soviéticos que visitaron Canadá, Estados Unidos y el Reino Unido. Por aquel entonces, la Unión Soviética estaba presionando al gobierno de Franklin D. Roosevelt para que Estados Unidos atacara a los nazis y abriera un segundo frente en la Francia ocupada. La delegación soviética estaba integrada también por el secretario del Komsomol, la organización juvenil del Partido Comunista de la Unión Soviética, Nikolái Krasavchenko de Moscú (quien ejercía como jefe de la delegación) y el francotirador Vladímir Pchelintsev. El viaje fue arduo y largo, puesto que debían evitar sobrevolar los países ocupados por los alemanes. Volaron a través de Teherán (en aquel entonces ocupada por los aglosoviéticos), El Cairo —donde Pchelintsev adquirió un cronómetro suizo—, y luego siguieron volando hasta Lagos, en Nigeria. En Acra, la capital de la Costa del Oro, asistieron a una recepción ofrecida por el gobernador británico, donde les ofrecieron varias frutas tropicales hasta entonces desconocidas para ellos. Luego atravesaron el océano Atlántico hasta Brasil, donde hicieron una parada técnica antes de continuar su viaje a lo largo de la costa —Brasil, Guayana Francesa, Isla del Diablo, Surinam y Venezuela— y aterrizaron en la colonia británica de Trinidad. Finalmente, después de catorce días de viaje, llegaron a Washington.
Ya en los Estados Unidos, fueron llevados directamente a la Casa Blanca, donde asistieron a una recepción ofrecida por Roosevelt, convirtiéndose en los primeros ciudadanos soviéticos en ser invitados a la residencia oficial del presidente de los Estados Unidos. Residieron allí por invitación de la primera dama Eleanor Roosevelt, quien además organizó una gira por el país con la delegación juvenil soviética.

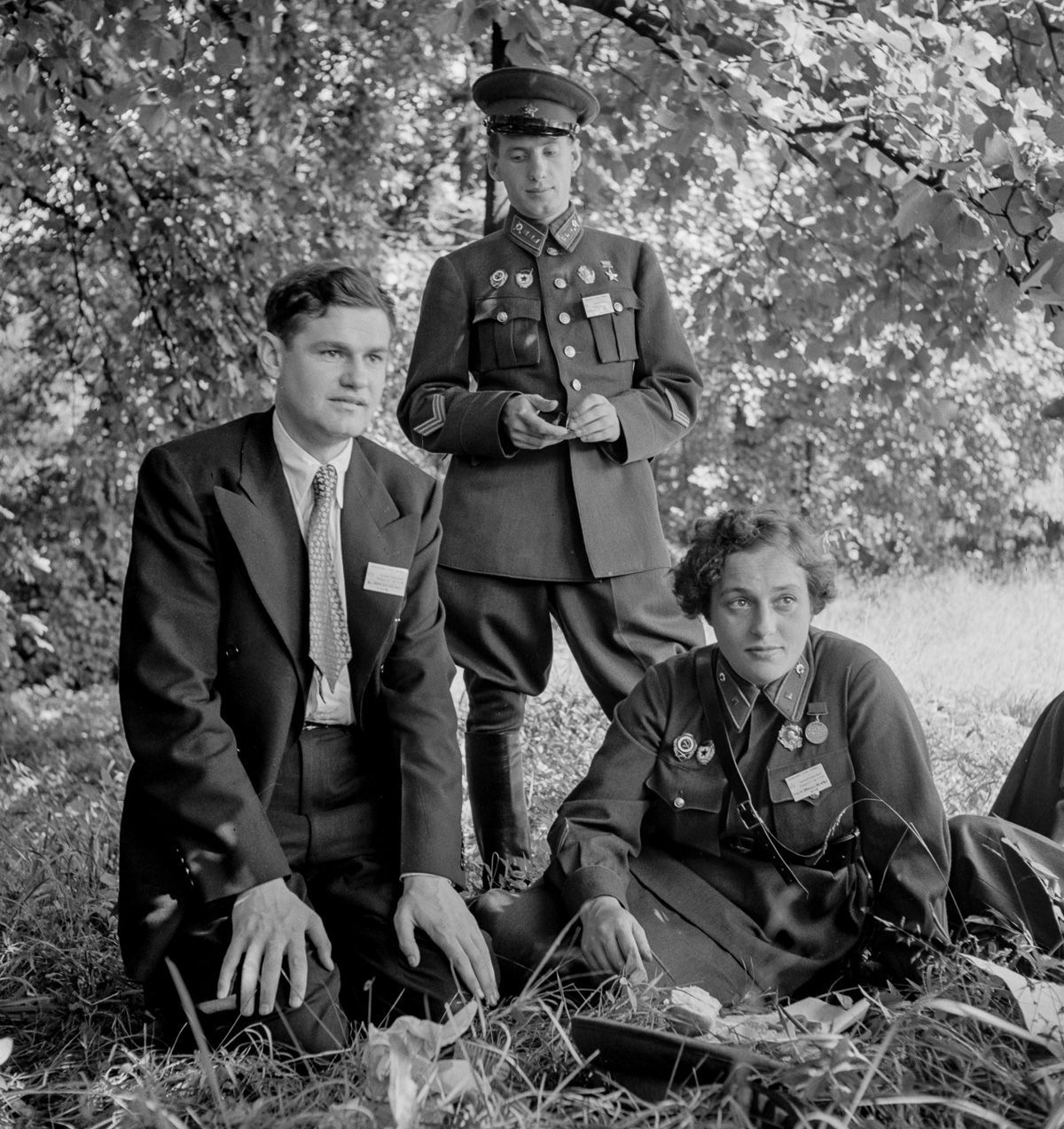
Liudmila Pavlichenko junto con los otros dos delegados soviéticos que asistieron a la Asamblea Internacional de Jóvenes en Washington D. C.

Pavlichenko apareció en la Asamblea Internacional de Estudiantes, que tuvo lugar en Washington D. C., donde fue recibida como una heroína. Más tarde asistió a reuniones en el Congreso de Organizaciones Industriales y realizó apariciones y discursos en Nueva York. Después, Eleanor Roosevelt le pidió que recorriera el país y les contara a los estadounidenses sus experiencias como mujer soldado en la batalla. Pavlichenko, que por entonces solo tenía veinticinco años, accedió a la solicitud de la esposa del presidente.
El inicio de la gira fue difícil, pues Pavlichenko no hablaba inglés con fluidez, ni los periodistas entendían ruso, por lo que tuvo que recurrir a un intérprete. Pchelintsev recordó posteriormente: «las preguntas más difíciles, y a veces francamente impertinentes, se dirigían invariablemente a Pavlichenko. No había límites para la curiosidad de la fraternidad periodística».
Un reportero quiso saber si las mujeres rusas podían usar maquillaje. Ella respondióː «Ninguna regla lo prohíbe, pero, ¿quién tiene tiempo para preocuparse por una nariz brillante en medio del combate? Siempre hay que estar lista para empuñar una ametralladora, un fusil, una pistola o una granada». Incluso un periodista le preguntó sobre el estilo y color de la ropa interior que solía usar. «A Liudmila nunca le faltó una respuesta», señaló Pchelintsev. «Su educación en la facultad de historia le fue muy útil. Respondía directa y vívidamente a todas las preguntas que le hacían, incluso a las más directas y personales». El New York Times la nombró «Lady Sniper» («Lady Francotiradora»), el cual se convirtió en su nombre mediático en los Estados Unidos, al igual que «Lady Death» («Lady Muerte»).
Una revista se quejó de que Pavlichenko no usaba lápiz de labios ni maquillaje, y que su uniforme verde oliva no la quedaba muy bien. Un reportero incluso criticó el largo de la falda de su uniforme, asegurando que en Estados Unidos las mujeres usan faldas más cortas y además su uniforme la hacía parecer gorda. Mientras visitaba Nueva York, un representante del International Fur & Leather Workers Union (Sindicato Internacional de Trabajadores de la Piel y el Cuero), le regaló, como informó un periódico local, un «abrigo largo de mapache de pieles bellamente mezcladas, que quedaría resplandeciente en un escenario de ópera». El mismo tabloide se lamentó porque seguramente se estropearía, ya que «Pavlichenko, después de regresar a las estepas de Rusia, sin duda lo arrastrará consigo a la batalla».

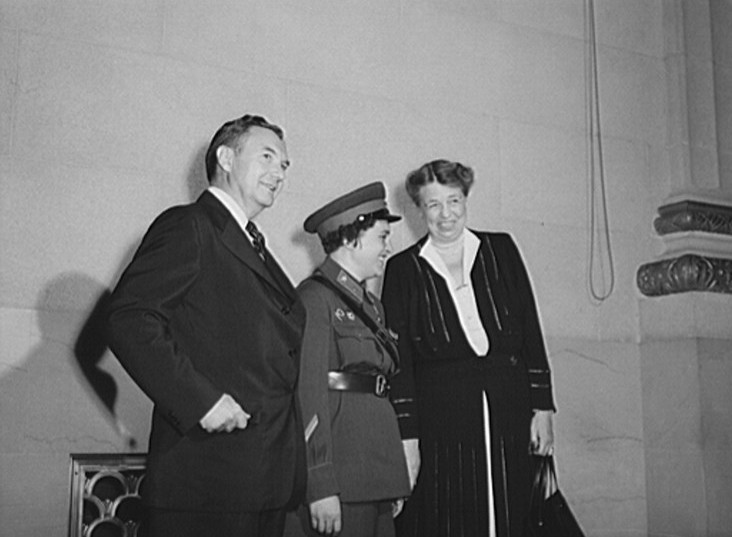
Pavlichenko junto a Eleanor Roosevelt y el fiscal general de los Estados Unidos Robert H. Jackson, en septiembre de 1942

Cansada de los continuos comentarios frívolos de la prensa, Pavlichenko respondió:

Estoy orgullosa de llevar el uniforme del Ejército Rojo. Está bendecido con la sangre de mis camaradas caídos en combate contra los fascistas y en él llevo la Orden de Lenin, un premio al mérito militar. Ojalá viviera usted un bombardeo. Le aseguro que se olvidaría inmediatamente del corte de su vestido.

A medida que avanzaba la gira, finalmente encontró su propia voz y comenzó a ganar interés público en sus historias sobre su infancia en la Unión Soviética y la lucha contra los alemanes. Se refirió constantemente a la ausencia de segregación racial y la igualdad de género que existía en el Ejército Rojo, lo que impresionó a los estadounidenses.
En Chicago, dirigiéndose a los periodistas del público, instó a Estados Unidos a decidirse a combatir contra los nazis:

Caballeros, tengo 25 años. En el frente ya he liquidado a 309 invasores fascistas. ¿No creen ustedes, caballeros, que llevan ya mucho tiempo escondiéndose detrás de mis espaldas?

Sus palabras fueron recibidas con un gran aplauso y llenaron las primeras páginas de muchos periódicos. La agencia de noticias Reuters difundió su mensaje por todo el mundo, acompañándolo con un artículo muy positivo que decía que Pavlichenko «había expresado con brillantez y precisión la esencia de la postura que acababan de adoptar los angloamericanos con respecto a la sangrienta lucha de los rusos contra los invasores alemanes».
En otro discurso, Pavlichenko manifestó: «¡Quiero decirles que venceremos! ¡Que no existe tal fuerza que pueda interferir con la marcha victoriosa de los pueblos libres del mundo! ¡Debemos unirnos! Como soldado ruso, les ofrezco a ustedes, los grandes soldados de América, mi mano». Además, su foto fue publicada en los principales periódicos estadounidenses, incluso en la portada de la revista Life.
Posteriormente visitó las instalaciones de la Asociación de Tiro de Chicago, donde hizo una demostración de sus habilidades a los periodistas allí reunidos. Al final de la exhibición, el presidente de la asociación le obsequió con un estuche de caoba en cuyo interior había una pistola semiautomática Colt M1911A1, varios accesorios y un par de cargadores. En Toronto (Canadá), los trabajadores de una fábrica de armas le entregaron un fusil de trinchera Winchester M1897; ambas armas actualmente se exhiben en el Museo Central de las Fuerzas Armadas en Moscú. A pesar del evidente entusiasmo que su visita causó en la prensa y el pueblo estadounidense, el país tardaría aún dos años más en abrir un segundo frente, dejando la carga de la guerra casi exclusivamente en manos de la Unión Soviética.

### Viaje al Reino Unido

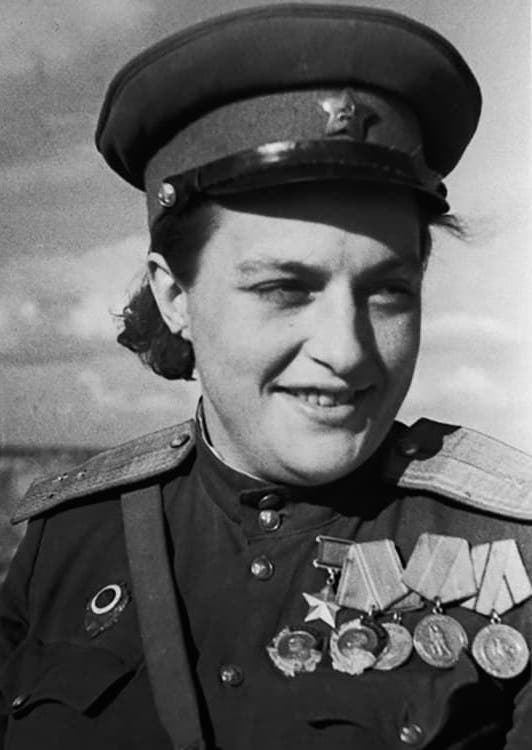
Retrato de Liudmila Pavlichenko luciendo la Estrella de Oro de Héroe de la Unión Soviética

El 3 de noviembre de 1942, tras dos meses de extenuante gira por los Estados Unidos, los miembros de la delegación de estudiantes soviéticos abordaron un avión Boeing B-17 que les llevó al puerto escocés de Glasglow. Después de una corta estancia allí, tomaron un tren que los llevó a Londres, donde debían asistir al Congreso Internacional de la Juventud que se celebraría del 24 al 25 de noviembre, organizado por el Consejo Nacional de Estudiantes. Al día siguiente de su llegada a Londres fueron recibidos en el Ministerio de Información por una banda militar que interpretó el himno soviético y una formación de tropas vestidas con uniforme de gala. Después de pasar revista a las tropas, Pavlichenko y el resto de miembros de la delegación soviética asistieron a una conferencia de prensa que les sorprendió gratamente, puesto que al contrario que en los Estados Unidos, no hubo ninguna pregunta incómoda o «estúpida».
El 6 de noviembre de 1942, el Derby Evening Telegraph (actual Derby Telegraph) describió esta ocasiónː

Con el uniforme de un francotirador del Ejército Rojo, la teniente Liudmila Pavlichenko saltó hoy de un automóvil frente al Ministerio de Información. Sin más preámbulos, inspeccionó una formación de la Guardia Nacional formada en su honor [...] Caminaba por la línea con sus botas altas rusas, deteniéndose periódicamente para tomar el rifle de alguien, abrir el cerrojo y mirar por el cañón. Cuando los fotógrafos le pidieron que apuntara, se volvió hacia ellos y apuntó a los periodistas.

En la embajada soviética en Londres, la delegación se reunió con el embajador Iván Mijáilovich Maiski, el cual les informó que les había preparado una extensa gira por todo el país. A lo largo de dicha gira, la delegación soviética visitó escuelas, fábricas, puertos, bases militares, campos de tiro —donde nuevamente debieron demostrar sus habilidades de tiro ante sus anfritiones— y se reunió con un gran número de personalidades civiles, militares e incluso religiosas como Hewlett Johnson, el deán de Canterbury. El 13 de noviembre se reunieron en el palacio de Westminster con el Premier británico Winston Churchill y su esposa Clementine Ogilvy Spencer-Churchill, con quienes tomaron el té y charlaron durante varias horas.
Finalmente, el 4 de enero de 1943, después de cuatro largos meses de gira por los Estados Unidos, Canadá y el Reino Unido, la delegación recibió órdenes directas de Stalin de regresar a la Unión Soviética. El viaje de vuelta lo hicieron en un bombardero B-24 Liberator, que realizó el trayecto entre Glasglow y el aeropuerto de Vnúkovo, en los alrededores de Moscú, en doce horas. A su regreso a la Unión Soviética ya no volvió al frente, pues fue destinada como instructora en un campo de entrenamiento de francotiradores. Allí entrenó a cientos de tiradores soviéticos antes del fin de la guerra. En 1943 logró un ascenso a mayor, y el 25 de octubre de ese mismo año recibió la Estrella de Oro de Héroe de la Unión Soviética. Recibió también dos veces la Orden de Lenin, así como varias medallas conmemorativas.

### Posguerra
Tras la guerra continuó sus estudios en la Universidad de Kiev. Después de graduarse se convirtió en historiadora, y entre 1945 y 1953 trabajó como ayudante de investigación en el Cuartel General Principal de la Armada Soviética (participando además en numerosas conferencias y congresos internacionales). En la misma ciudad de Kiev, se casó por tercera vez, en esta oportunidad con Konstantín Andreevich Shevelev (1906-1963). En junio de 1953 se vio obligada a retirarse de la Armada por motivos de salud, obteniendo una invalidez que la daba derecho a llevar uniforme. Más tarde, a partir de septiembre de 1956, participó activamente en el Comité Soviético de Veteranos de Guerra. También fue miembro de la Junta de la Sociedad URSS-Canadá, de la Asociación para la Amistad con los Pueblos de África y, desde 1964, de la Unión de Periodistas de la URSS.
En 1957, Eleanor Roosevelt la visitó en Moscú durante una visita oficial a la Unión Soviética. Sin embargo, debido a las tensiones de la Guerra Fría, solo pudo visitarla acompañada por una funcionaria soviética. Finalmente encontraron la forma de pasar un momento a solas y hablar con libertad del verano en el que hicieron una gira por Estados Unidos juntas. Sería la última vez en que se volvieran a encontrar, aunque durante algún tiempo mantuvieron una intensa relación epistolar.
Pavlichenko murió el 10 de octubre de 1974 en Moscú, víctima de un derrame cerebral a la edad de cincuenta y ocho años: su traumática experiencia en la guerra le provocó depresión, trastorno por estrés postraumático y alcoholismo, factores que contribuyeron a su prematura muerte. Fue enterrada en el cementerio Novodévichi de la capital moscovita; posteriormente su hijo Rostislav fue sepultado a su lado.

## Reconocimientos

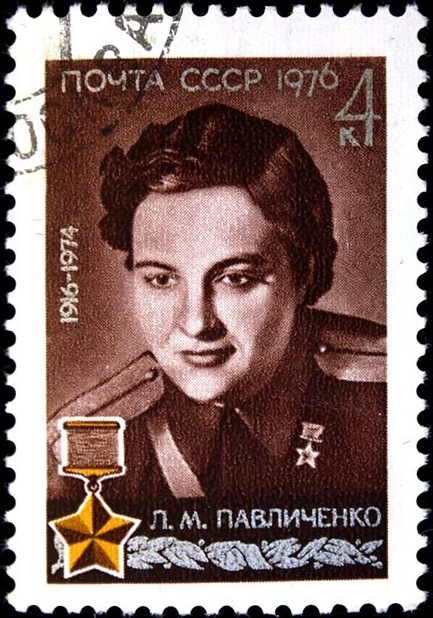
Sello de correos soviético de 1976 en recuerdo de Liudmila Pavlichenko

En noviembre de 1942, el músico de folk estadounidense Woody Guthrie compuso la canción «Miss Pavlichenko» como tributo a su historial de guerra y para conmemorar sus visitas a Estados Unidos y Canadá. El tema fue publicado como parte del álbum «The Asch Recordings». Guthrie puede haber cantado versiones ligeramente diferentes de la letra en varios conciertos, pero en general admiraba el coraje de Pavlichenko en condiciones climáticas difíciles y entornos desafiantes, tanto por su belleza como mujer, como por su precisión como tiradora. Parte de la letra dice:

Miss Pavlichenko’s well known to fame,
Russia’s your country, fighting is your game.
The whole world will always love you for all time to come,
Three hundred Nazis fell by your gun.

In the mountains and hollows, as quiet as a deer,
In the forests spreading, not knowing fear.
The sight rose - Fritz fell to the ground,
Three hundred Nazis fell before you...
La señorita Pavlichenko es muy conocida.
Rusia es tu país, luchar es tu juego.
El mundo entero te amará por siempre por todo el tiempo por venir.
Trescientos nazis cayeron por tu fusil.

En las montañas y hondonadas, tan silenciosa como un ciervo,
En los bosques extendiéndose, sin conocer el miedo.
La vista se levantó - Fritz cayó al suelo,
Trescientos nazis cayeron ante ti...

El buque pesquero Liudmila Pavlichenko fue nombrado y botado en Sebastopol en 1976, y desguazado en Turquía en 1996. Durante la guerra, en 1943 se emitió un sello postal en la Unión Soviética que la representaba como una francotiradora. En 1976 se emitió otro sello con motivo del aniversario número sesenta de su nacimiento. Además, varias calles de las ciudades de Sebastopol y Bila Tserkva llevan su nombre. En su localidad natal se instaló una placa conmemorativa en la escuela secundaria n.° 3, en la que estudió cuando era pequeña, que además lleva su nombre.
El drama bélico ficticio Bitva za Sevastopol (La batalla por Sebastopol) está basado parcialmente en las experiencias de guerra de Pavlichenko. La actriz rusa Yulia Peresild interpretó el papel protagonista. La película es una coproducción rusoucraniana que contó con el apoyo financiero del Ministerio de Cultura de Rusia y Goskino de Ucrania, y se rodó entre noviembre y diciembre de 2013, al mismo tiempo que comenzaban los disturbios que llevaron a la revolución ucraniana. Se estrenó simultáneamente en Moscú y Kiev en la primavera de 2015.

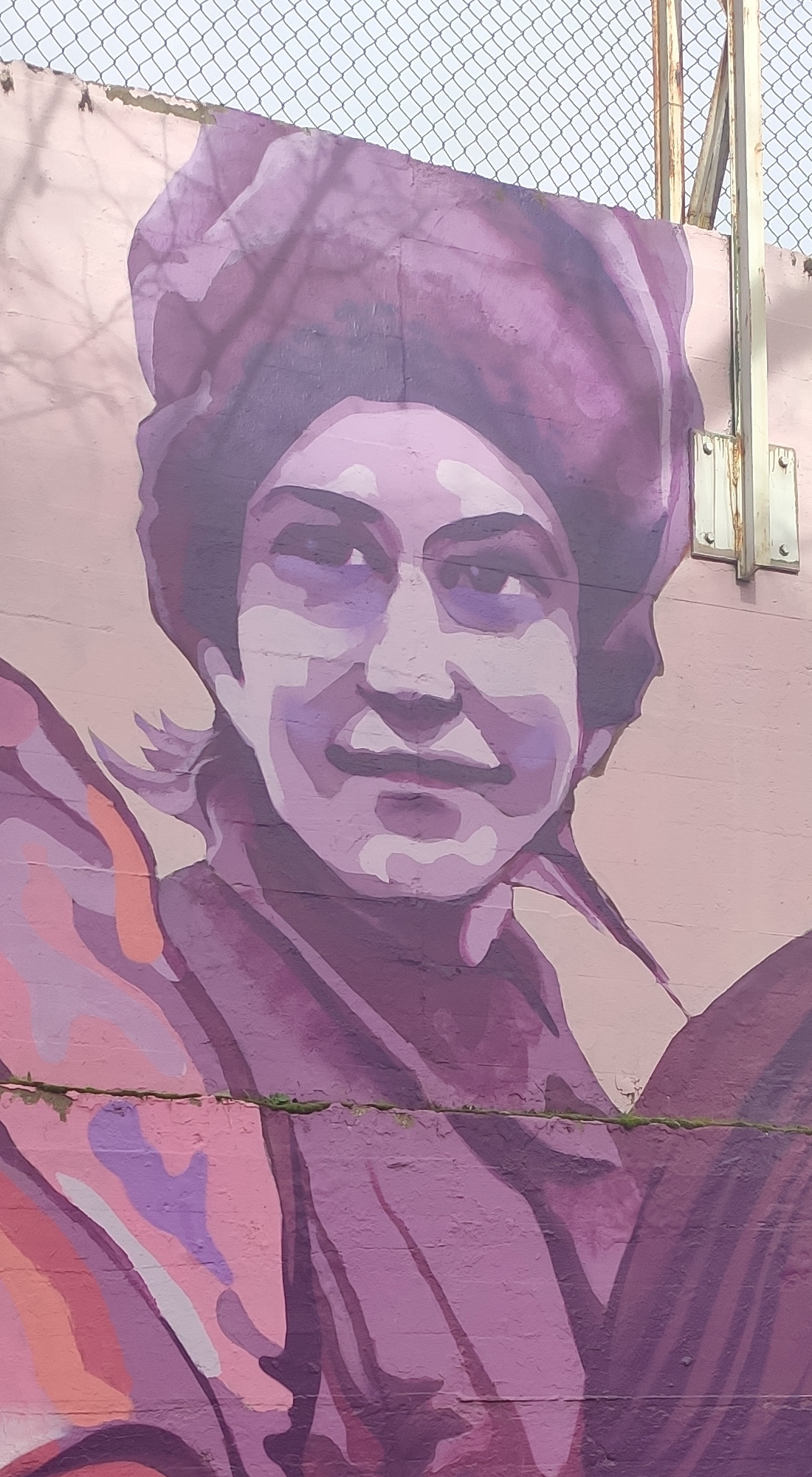
Representación artística de Liudmila Pavlichenko, en el mural feminista de la Concepción en Ciudad Lineal (Madrid, España)

El 27 de septiembre de 2018 se inauguró en el barrio Ciudad Lineal de Madrid el mural feminista de la Concepción, que representa a quince mujeres de diferentes partes del mundo y de distintas ocupaciones, que a lo largo de la historia han sido un claro referente del feminismo. Entre las mujeres homenajeadas se encuentra Pavlichenko.

## Condecoraciones
A lo largo de su carrera militar recibió las siguientes condecoraciones
|  | Héroe de la Unión Soviética (N.º 1218; 25 de octubre de 1943)                    |
|  | Orden de Lenin, dos veces (1942, 1943)                                           |
|  | Medalla por el Servicio de Combate, dos veces (1942, 1952)                       |
|  | Medalla por la Defensa de Sebastopol (1942)                                      |
|  | Medalla por la Defensa de Odesa (1942)                                           |
|  | Medalla por la Victoria sobre Alemania en la Gran Guerra Patria 1941-1945 (1945) |
|  | Insignia de Excelente Francotirador                                              |